# Szélvihar
Szélvihar (węg. Wichura) – dziewiąty studyjny album węgierskiego zespołu rockowego Edda Művek, wydany w 1991 przez Auto Foto na LP i MC. Na Węgrzech album uzyskał status złotej płyty i zajął piąte miejsce na liście Top 40 album- és válogatáslemez-lista. W 2010 album został wznowiony na CD przez Hammer Records; umieszczono na nim również bonusowy materiał.

## Lista utworów
1. "Szélvihar" (4:40)
2. "2000 év" (3:55)
3. "Nostradamus" (5:04)
4. "Magányos tömeg" (4:10)
5. "Visszaesők dala" (3:26)
6. "Öt lány" (4:03)
7. "Nincs visszaút" (4:11)
8. "Szeretnélek boldognak látni" (4:13)
9. "Hé lány" (4:34)
10. "Hajtóvadászat" (3:50)
11. "Újra láttalak" (6:04)

### Bonus
1. "Circle" (4:18)
2. "Crazy Feeling" (4:04)
3. "Loveless World" (6:21)
4. "House On Fire" (12:45)
5. "Nincs visszaút" (wideo)
6. "Crazy Feeling" (wideo)

## Wykonawcy
- Attila Pataky – wokal
- István Alapi – gitara
- Gábor Pethő – gitara basowa
- Zsolt Gömöry – instrumenty klawiszowe
- Tibor Donászy – perkusja